# John Yarde-Buller (2e baron Churston)
Pour les articles homonymes, voir Yarde.
John Yarde-Buller, 2e baron Churston (26 octobre 1846 - 19 avril 1910) est un pair et soldat britannique.

## Biographie
Il est le fils aîné de John Yarde-Buller (fils aîné de John Yarde-Buller (1er baron Churston)) et de Charlotte, fille d'Edward Sacheverell Chandos-Pole, de Radbourne, Derbyshire. Il sert dans les Scots Guards jusqu'à ce qu'il hérite du titre et des domaines de son grand-père (s'élevant à environ onze mille acres) en 1871, prenant sa retraite la même année en tant que capitaine.
En 1872, il épouse Barbara, le seul enfant d'Hastings Yelverton et de Barbara, 20e baronne Gray de Ruthyn. Ils ont un fils et une fille.
En 1910, Churston est remplacé par son fils, John Reginald Lopes Yarde-Buller.
Il est l'arrière-grand-père de Karim Aga Khan IV.